# Miroslav Kluc
Miroslav Kluc, někdy též Klůc, (1. prosince 1922 Nesuchyně u Rakovníka – 4. prosince 2012 Praha) byl československý hokejista a olympionik, člen hokejových síní slávy.

## Hráčská kariéra
S hokejem začínal v Nesuchyni na Rakovnicku v meziválečných letech. Hrával za kluby Chomutov a za Litvínov, poté trénoval Chomutov. Československo reprezentoval na MS 1953 ve Švýcarsku a na ZOH 1956 v Cortině d'Ampezzo.

## Trenérská kariéra
Byl trenérem jugoslávské reprezentace na ZOH 1972 v Sapporu a Chomutova.

## Ocenění
Nejlepší střelec československé hokejové ligy (1952 – 23 gólů, 1953 – 33 gólů, 1955 – 25 gólů, 1956 – 26 gólů). Dne 15. prosince 2011 byl uveden do Síně slávy českého hokeje; člen Síně slávy chomutovského hokeje. Je považován za nejlepšího hráče chomutovského hokeje, za válcíře nastřílel 1194 gólů v 473 utkáních.
V roce 2011 byl uveden do Síně slávy českého hokeje.